# Liste der Baudenkmäler in Winklarn (Oberpfalz)
Auf dieser Seite sind die Baudenkmäler in dem Oberpfälzer Markt Winklarn zusammengestellt. Diese Tabelle ist eine Teilliste der Liste der Baudenkmäler in Bayern. Grundlage ist die Bayerische Denkmalliste, die auf Basis des Bayerischen Denkmalschutzgesetzes vom 1. Oktober 1973 erstmals erstellt wurde und seither durch das Bayerische Landesamt für Denkmalpflege geführt wird. Die folgenden Angaben ersetzen nicht die rechtsverbindliche Auskunft der Denkmalschutzbehörde.
 Die Liste gibt den Fortschreibungsstand vom 27. Oktober 2016 wieder und umfasst 24 Baudenkmäler.

## Ensembles

### Ensemble Marktplatz

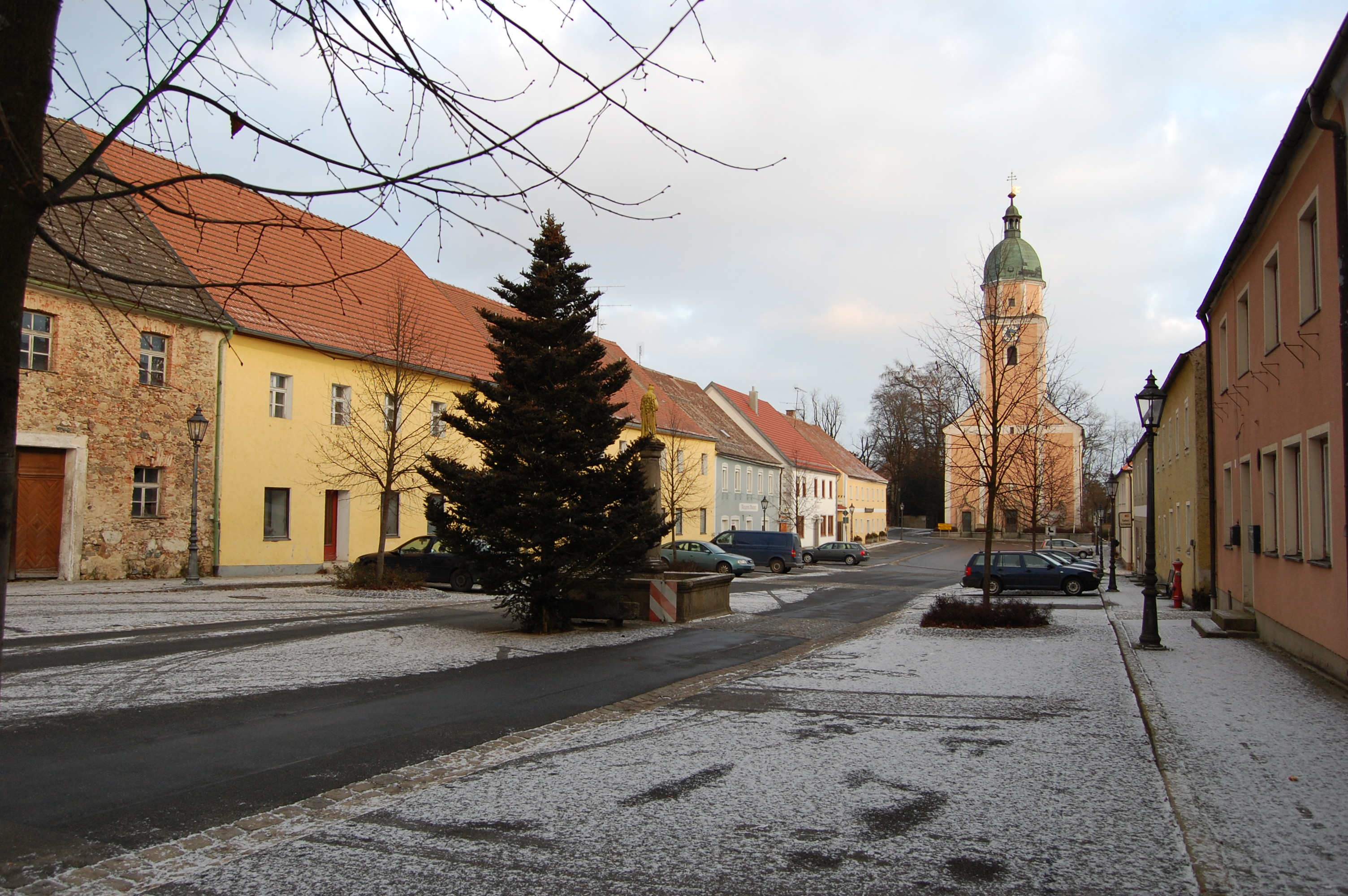
Marktplatz Winklarn

Das Ensemble umfasst den Marktplatz mit seiner umgehenden Bebauung und die im Osten begrenzende Pfarrkirche. 
Nach dem Marktbrand von 1822 wurde der gesamte Ort nach einem neuen Grundriss wieder aufgebaut. Dessen Systematik war die Anlage in rechtwinklig aufeinanderstoßenden Straßenzügen. Der Marktplatz ist das Zentrum der gesamten Anlage, er ist eine auf zweifache Breite erweiterte Straße, welche genau auf die Westachse der Pfarrkirche mit ihrem Mittelturm hinzielt. Die Platzfronten werden von biedermeierlich-behäbigen zweigeschossigen Traufseithäusern gebildet. Als Zeichen des vollendeten Wiederaufbaues wurde 1832 ein Brunnen mit Mariensäule auf den Marktplatz gestellt.
Aktennummer: E-3-76-178-1

## Baudenkmäler nach Ortsteilen

### Winklarn
| Lage                                            | Objekt                                        | Beschreibung | Akten-Nr.     | Bild                                          |
| ----------------------------------------------- | --------------------------------------------- | --- | ------------- | --------------------------------------------- |
| Bahnhofstraße 2, 4, 6 (Standort)                | Schloss                                       | Dreiflügelanlage um Innenhof, dreigeschossige Walmdachbauten mit drei Ecktürmen; im Westen Hoftor, rundbogiges Säulenportal, Sandstein; 16. Jahrhundert, nach 1822 verändert; Garten mit Steinfiguren und Brunnen; Remise, ursprünglich Gerichtsgebäude, erdgeschossiger Satteldachbau aus verputztem Bruchsteinmauerwerk, im Kern 16. Jahrhundert.                                                                   | D-3-76-178-1  | Schloss                                       |
| Bahnhofstraße 6 (Standort)                      | Ökonomiegut des Schlosses                     | Ursprünglich Gerichtsgebäude, am nordwestlichen Eckturm anschließender Bruchsteinbau mit Satteldach, im Kern 16. Jahrhundert. | D-3-76-178-2  | BW                                            |
| Bahnhofstraße 16 (Standort)                     | Ehemalige Schmiede                            | Eingeschossiger Halbwalmdachbau mit eingezogenem Südosteck, um 1830. | D-3-76-178-4  | BW                                            |
| Bahnhofstraße 33 (Standort)                     | Steinfigur heiliger Johannes von Nepomuk      | Sandstein, über hohem Granitquadersteinsockel, bezeichnet mit 1746; bei Haus Nr. 33. | D-3-76-178-5  | Steinfigur heiliger Johannes von Nepomuk      |
| Johann-Metzler-Straße 2 (Standort)              | Ehemaliges Schul- und Mesnerhaus              | Lang gestreckter Walmdachbau über hakenförmigem Grundriss, mit Granitquadersockel und Risalit mit stichbogigem Durchfahrtstor, Fenster mit abgefaster Rahmung, um 1823. | D-3-76-178-6  | BW                                            |
| Johann-Metzler-Straße 10 (Standort)             | Ehemalige Schule                              | Zweigeschossiger Halbwalmdachbau mit stichbogigen Gewändeöffnungen und Eckquaderung; Hausfigur Bischof Wittmann, Ton; in Rundbogennische über dem Portal; Gedenktafel an den Lehrer Johann Metzler, eingelassene Inschriftenplatte; Durchfahrtsportal, mit rustiziertem Rundbogengewände, Staffelgiebel, Wappen und Gittertor; Mitte 19. Jahrhundert.                                                                 | D-3-76-178-7  | BW                                            |
| Marktplatz 1 (Standort)                         | Wohnhaus                                      | Zweigeschossiger Eckbau mit Walmdach, erste Hälfte 19. Jahrhundert. | D-3-76-178-9  | Wohnhaus                                      |
| Marktplatz 3 (Standort)                         | Wohnhaus                                      | Zweigeschossiger Traufseitbau aus Bruchsteinmauerwerk, nach 1822. | D-3-76-178-10 | Wohnhaus                                      |
| Marktplatz 5; Nähe Am Hofgarten (Standort)      | Ehemaliger Brauereigasthof zum Goldenen Löwen | Lang gestreckter zweigeschossiger Traufseitbau mit korbbogiger Hofdurchfahrt und Satteldach, nach 1822, Gasträume mit wandfester Ausstattung, um 1900; ehemalige Brauerei mit Sudhaus, Trockendarre, Fasslager und Abfüllhalle, ein und zweigeschossige Satteldachbauten, spätes 19./frühes 20. Jahrhundert; ehemalige Ökonomie mit Stall, zweigeschossiger Satteldachbau, zum Teil Fachwerk, spätes 19. Jahrhundert. | D-3-76-178-11 | Ehemaliger Brauereigasthof zum Goldenen Löwen |
| Marktplatz 13 (Standort)                        | Katholische Pfarrkirche Sankt Andreas         | Saalraum mit gedrückter Stichkappentonne und eingezogenem Rundchor, Fassadenturm mit oktogonalem Obergeschoss und Kuppelhaube, 1826 Wiederaufbau nach Brand von 1822 unter Einbeziehung des barocken Westturms; mit Ausstattung; Kreuz, Eisenkruzifix über hoher Granitsäule, wohl zweite Hälfte 19. Jahrhundert; an der südöstlichen Choraußenwand.                                                                  | D-3-76-178-12 | weitere Bilder                                |
| Marktplatz (Standort)                           | Brunnen mit Mariensäule                       | Oktogonaler Brunnenstock mit bekrönender Marienfigur und quadratischer Beckeneinfassung, Stein und gefasstes Holz, bezeichnet mit 1832. | D-3-76-178-8  | Brunnen mit Mariensäule                       |
| Neunburger Straße 6 (Standort)                  | Ehemaliges Wohnstallhaus                      | Erdgeschossiger Satteldachbau mit einseitigem Halbwalm, über hakenförmigem Grundriss, Fenster mit Sandsteingewänden, westlicher Stallteil in Fachwerkkonstruktion, um 1830. | D-3-76-178-13 | BW                                            |
| Roigergasse 6 (Standort)                        | Steinkreuz                                    | Kleines gedrungenes Kreuz, Granit, wohl nachmittelalterlich; bei Haus Nr. 6, Ecke Krumme Gasse. | D-3-76-178-17 | weitere Bilder                                |
| Rötzer Straße 14 (Standort)                     | Katholische Friedhofskirche Mariä Himmelfahrt | Lang gestreckter Walmdachbau über achteckigem Grundriss, östlich des Chors vorgesetzter Turm mit Gesimsgliederung, oktogonalem Obergeschoss und Zwiebelhaube, spätgotisch, Turm 17./18. Jahrhundert; mit Ausstattung; Eisenkruzifix, über Granitsockel, bezeichnet mit 1887; westlich der Friedhofskirche; Leichenhalle, erdgeschossiger Satteldachbau mit Rundbogenportal, 1952.                                     | D-3-76-178-15 | weitere Bilder                                |
| Rötzer Straße 23 (Standort)                     | Sogenannte Plecherkapelle                     | Flachegdeckter Rechteckbau mit Satteldach und eingezogener Apsis, Fassadengestaltung mit Lisenen und Treppenfries, bezeichnet mit 1853 und 1854; mit Ausstattung. | D-3-76-178-16 | weitere Bilder                                |
| Ecke Neunburger Str. 17, Stadelweg 1 (Standort) | Sühnekreuz                                    | Steinkreuz mit Relief eines Dreieckschilds mit Hufeisen und Hammer, Granit, 15. Jahrhundert, bekrönendes Eisenkruzifix neuer. | D-3-76-178-14 | Sühnekreuz                                    |

### Haag
| Lage                  | Objekt                               | Beschreibung | Akten-Nr.     | Bild           |
| --------------------- | ------------------------------------ | --- | ------------- | -------------- |
| Kirchweg 8 (Standort) | Katholische Nebenkirche St. Matthäus | Langhaus mit Satteldach und eingezogenem Rundchor, Südturm mit polygonalem Obergeschoss und Zwiebelhelm, mit Lisenen und eingezogenen Rundbogenfenstern, 1907; mit Ausstattung. | D-3-76-178-18 | weitere Bilder |

### Muschenried
| Lage                      | Objekt                                    | Beschreibung | Akten-Nr.     | Bild           |
| ------------------------- | ----------------------------------------- | --- | ------------- | -------------- |
| Heideweg 10 (Standort)    | Ehrenmal                                  | Zur Erinnerung an die beim Todesmarsch umgekommenen Häftlinge des Konzentrationslagers Flossenbürg, Holzkreuz und liegende Inschriftentafel, mit halbkreisförmiger Mauereinfassung aus Granitquaderwerk, 1950, bis 1958 zugleich Friedhof.                                           | D-3-76-178-26 | Ehrenmal       |
| Kirchstraße 17 (Standort) | Katholische Expositurkirche Sankt Stephan | Flachgedecktes Langhaus mit Querhaus und eingezogenem Polygonchor, fünfgeschossiger Westturm mit Zwiebelkuppel, Chor im Kern um 1500, Langhaus und Chorerhöhung später, Querbau und Presbyterium 1922, westliche Langhauserweiterung und Turm 1949, Sakristei 2010; mit Ausstattung. | D-3-76-178-20 | weitere Bilder |

### Pondorf
| Lage                           | Objekt                            | Beschreibung | Akten-Nr.     | Bild                              |
| ------------------------------ | --------------------------------- | --- | ------------- | --------------------------------- |
| Frauensteinweg 11 (Standort)   | Wohnstallhaus                     | Eingeschossiger Halbwalmdachbau mit östlich auskragendem Dachüberstand, Stichbogenfenster teils mit Sandsteingewänden, im Kern 18./19. Jahrhundert. | D-3-76-178-22 | Wohnstallhaus                     |
| Frauensteinweg 35 (Standort)   | Dorfkapelle Mariä Himmelfahrt     | Kleiner Satteldachbau mit eingezogenem Halbrundchor und Sakristeianbau, Dachreiter mit Zwiebelhaube, um 1830; mit Ausstattung.                      | D-3-76-178-24 | Dorfkapelle Mariä Himmelfahrt     |
| Nähe Frauensteinweg (Standort) | Wohnhaus, sogenannter Seinger-Hof | Eingeschossiger Satteldachbau mit Stichbogenfenstern, Anfang 19. Jahrhundert.                                                                       | D-3-76-178-23 | Wohnhaus, sogenannter Seinger-Hof |

### Schneeberg
| Lage                    | Objekt                                 | Beschreibung | Akten-Nr.     | Bild           |
| ----------------------- | -------------------------------------- | --- | ------------- | -------------- |
| Kirchplatz 4 (Standort) | Katholische Nebenkirche Sankt Wolfgang | Flachgedeckte Saalkirche mit eingezogenem Halbrundchor und Sakristeianbau, im Kern romanisch, im 18. Jahrhundert leicht verändert, blechverschaltes Giebeltürmchen mit Pyramidendach 1897; mit Ausstattung. | D-3-76-178-25 | weitere Bilder |